# Nigramma longipennis
Nigramma longipennis là một loài bướm đêm trong họ Noctuidae.